# Іан Кокс
Іан Кокс (англ. Ian Cox, нар. 25 березня 1971, Кройдон) — тринідадський футболіст, захисник.
Насамперед відомий виступами за клуб «Бернлі», а також національну збірну Тринідаду і Тобаго.

## Клубна кар'єра
Народився 25 березня 1971 року в місті Кройдон. Вихованець футбольної школи клубу «Каршелтон Атлетік».
У дорослому футболі дебютував 1994 року виступами за команду клубу «Крістал Пелес», в якій провів два сезони, взявши участь у 15 матчах чемпіонату.
Згодом з 1995 по 2000 рік грав у складі команд клубів «Борнмут», «Бернлі» та «Болтон Вондерерз».
Протягом 2003—2008 років захищав кольори команди клубу «Джиллінгем».
Завершив професійну ігрову кар'єру у нижчоліговому клубі «Мейдстон Юнайтед», за команду якого виступав протягом 2008—2009 років.

## Виступи за збірну
2000 року дебютував в офіційних матчах у складі національної збірної Тринідаду і Тобаго. Протягом кар'єри у національній команді, яка тривала 7 років, провів у формі головної команди країни лише 16 матчів.
У складі збірної був учасником чемпіонату світу 2006 року у Німеччині, розіграшу Золотого кубка КОНКАКАФ 2000 року у США, на якому команда здобула бронзові нагороди.